# Garrulus glandarius
El arrendajo euroasiático (Garrulus glandarius) es una especie de ave paseriforme de la familia de los córvidos (Corvidae). Es especie propia del Viejo Mundo que se encuentra regularmente distribuida por la región paleártica (Europa, Anatolia, sur de Siberia, este de Asia y el norte del Magreb) y mucho más escasamente por la paleotrópica (sur de la cordillera del Himalaya y sureste de Asia).

## Taxonomía
El arrendajo fue una de las especies descritas por Carlos Linneo en el siglo XVIII. En su descripción lo unió a los cuervos llamándole Corvus glandarius. Posteriormente se creó el género Garrulus donde se le incluyó. Su nombre común "gayo" proviene del latín gaius.

### Subespecies

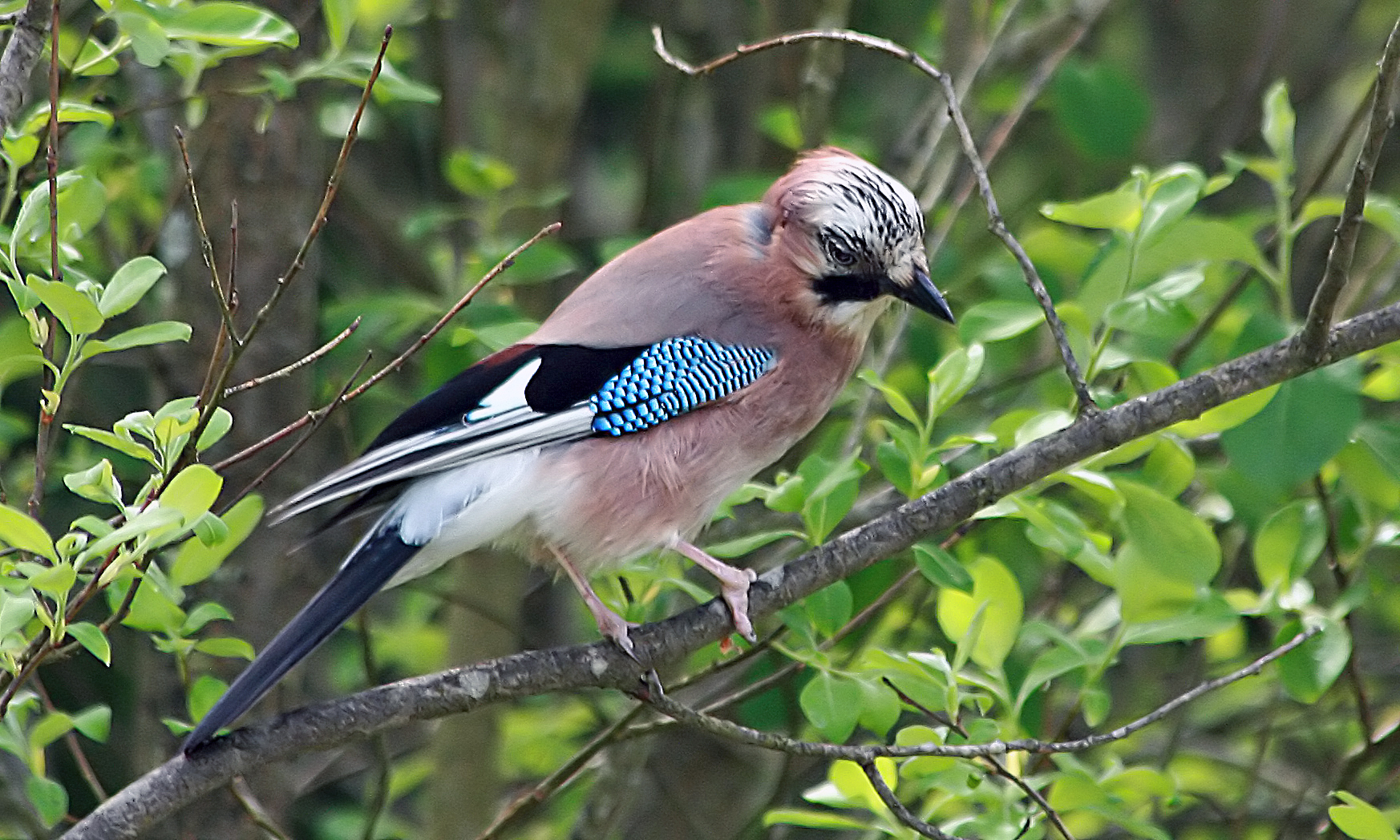
G. g. albipectus

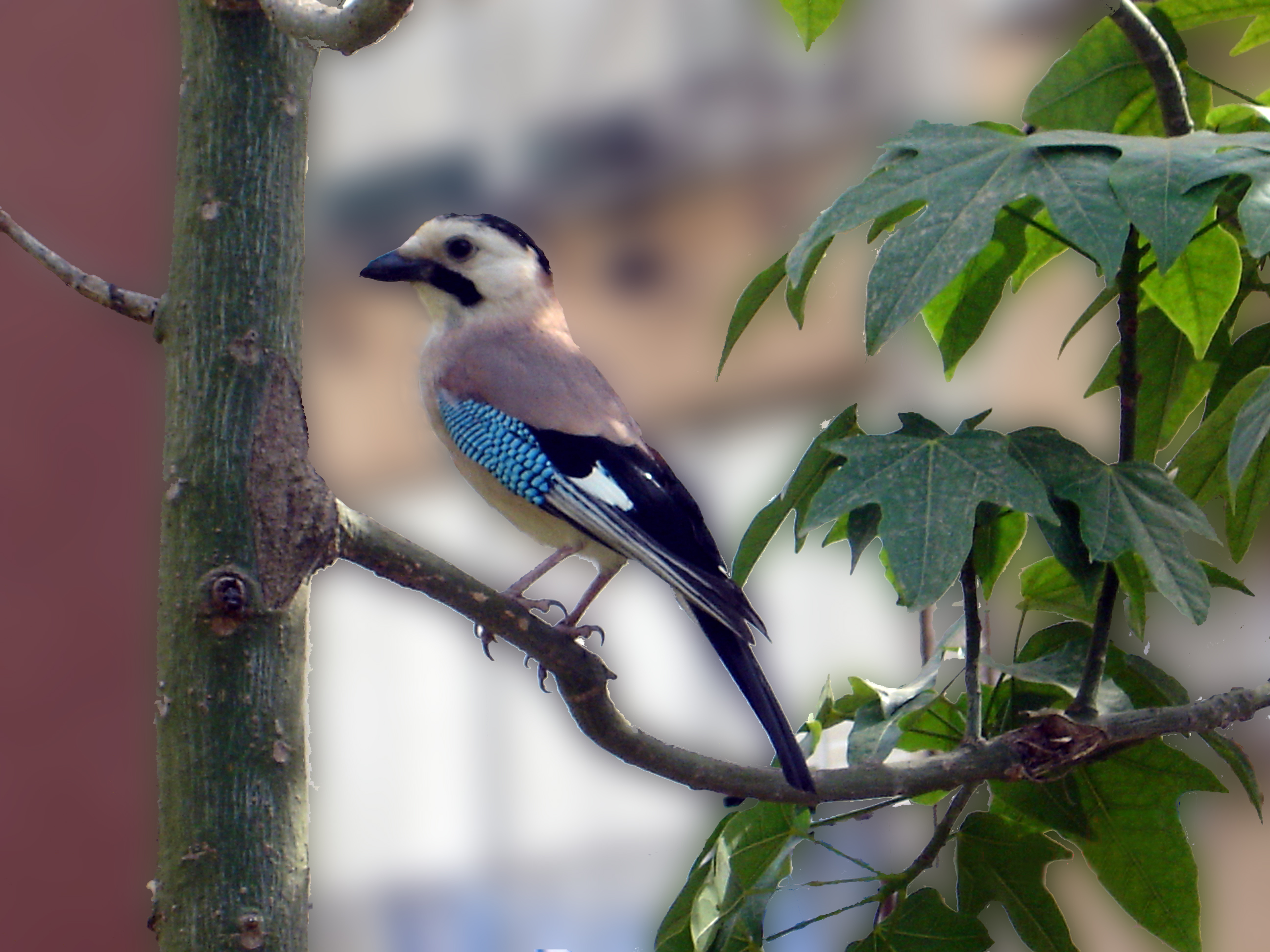
Ejemplar en Israel, con cabeza oscura

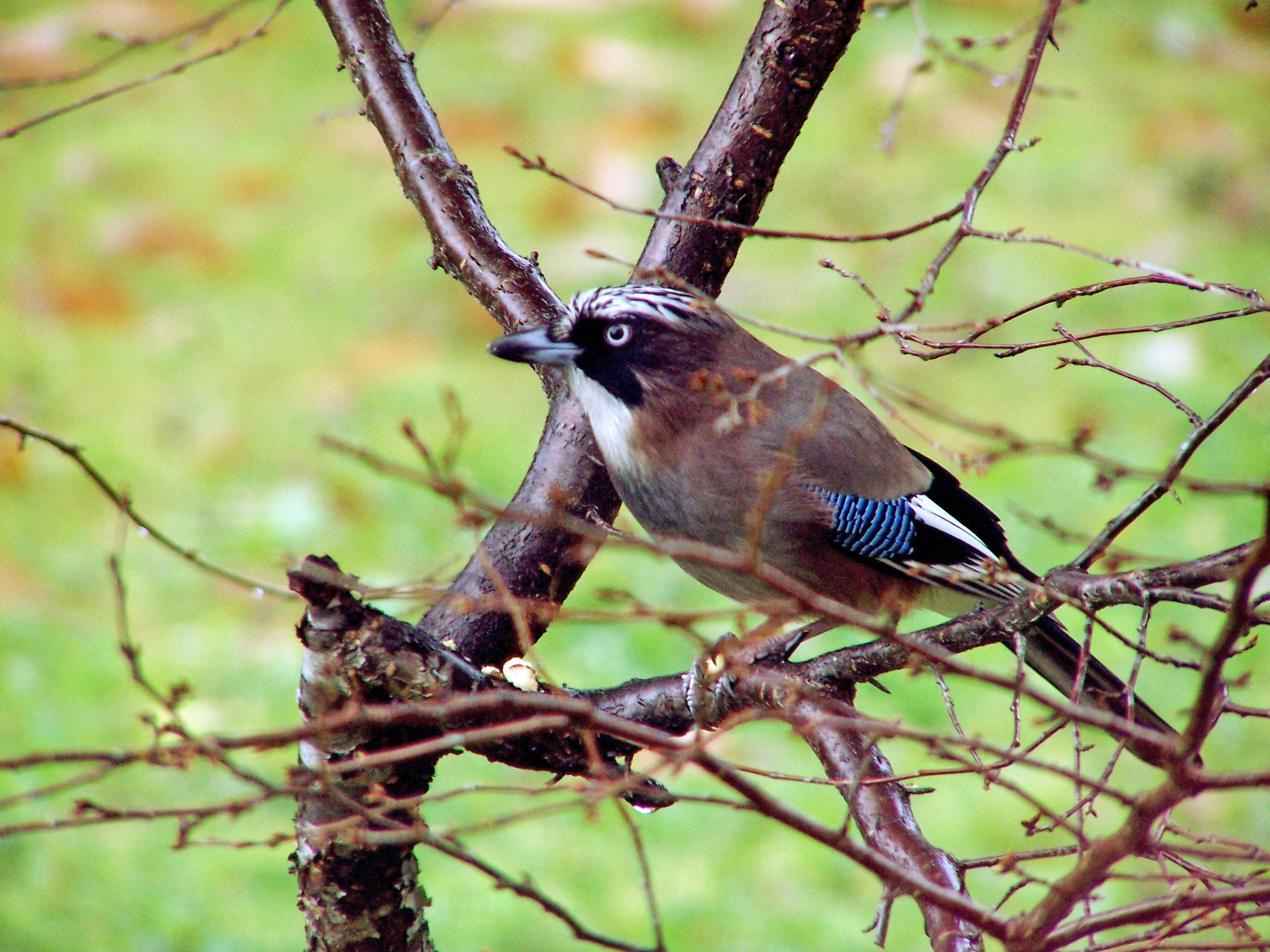
G. g. japonicus, con el rostro oscuro

Hay una gran disparidad entre las subespecies aceptadas de esta especie, que se diferencian en patrones de plumaje. Según diferentes autoridades hay entre 35 y 40 subespecies.
- G. g. glandarius (Linnaeus, 1758) - Norte y centro de Europa.
- G. g. rufitergum Hartert, 1903 - Gran Bretaña y el norte de Francia.
- G. g. hibernicus Witherby & Hartert, 1911 - Irlanda.
- G. g. lusitanicus Voous, 1953 - Norte de la península ibérica. No aceptada por todas las fuentes (incluida en G. g. fasciatus).[3]
- G. g. fasciatus (Brehm AE, 1857) - Sur y centro de España.
- G. g. corsicanus Laubmann, 1912 - Córcega.
- G. g. ichnusae Kleinschmidt O., 1903 - Cerdeña.
- G. g. albipectus Kleinschmidt O., 1920 - Italia, costa dálmata e islas Jónicas.
- G. g. jordansi Keve, 1966 - Sicilia. No aceptada por todas las fuentes.[3]
- G. g. graecus Keve-Kleiner, 1939 - Sur de los Balcanes, de Bulgaria y Grecia.
- G. g. cretorum Meinertzhagen, 1920 - Creta.
- G. g. ferdinandi Keve-Kleiner, 1944 - Turquía y Bulgaria.
- G. g. severtzowi Bogdanov, 1871 - Escandinavia y oeste de Rusia. No aceptada por todas las fuentes.[3]
- G. g. brandtii Eversmann, 1842 - Urales, Siberia, lago Baikal, montes Sayanes y montes Altái.
- G. g. bambergi Lönnberg, 1909 - Mongolia, islas Kuriles, isla de Sajalín, Hokkaido y Corea.
- G. g. kansuensis Stresemann, 1928 - Oeste de China y Kazajistán.
- G. g. krynicki Kaleniczenko, 1839 - Cáucaso y norte de Asia Menor.
- G. g. iphigenia Sushkin & Ptuschenko, 1914 - Crimea.
- G. g. anatoliae Seebohm, 1883 - Anatolia, las islas griegas (Rodas, Lesbos, Kos), Irak y suroeste de Irán.
- G. g. samios Keve-Kleiner, 1940 -  Islas griegas (Samos y región de Icaria).
- G. g. atricapillus Geoffroy Saint-Hilaire, 1832 - Líbano, Siria, Israel y Jordania.
- G. g. cervicalis Bonaparte, 1853 - Túnez y el noreste de Argelia.
- G. g. whitakeri Hartert, 1903 - Norte de Marruecos y el noroeste de Argelia.
- G. g. minor Verreaux J, 1857 - Atlas.
- G. g. glaszneri Madarász, 1902 - Chipre.
- G. g. hyrcanus Blanford, 1873 Bosques del Caspio iraní y montes Elburz.
- G. g. japonicus Temminck & Schlegel, 1847 - Japón, salvo la isla de  Hokkaido.
- G. g. hiugaensis Momiyama, 1927 - Península de Isu, Kagoshima y Kyushu.
- G. g. tokugawae Taka-Tsukasa, 1931 - Isla de Sado.
- G. g. orii Kuroda, 1923 - Yakushima (Ryukyu).
- G. g. namiyei Kuroda, 1922 — Islas Tsushima. No aceptada por todas las fuentes.[3]
- G. g. bispecularis Vigors, 1831 Himalayas, de Cachemira a Nepal.
- G. g. sinensis Swinhoe, 1871 - Oeste de China, norte de Yunnan y noreste de Birmania.
- G. g. leucotis Hume, 1874 - Yunnan, Myanmar, Tailandia y Vietnam.
- G. g. oatesi Sharpe, 1896 - Myanmar central.
- G. g. haringtoni o barringtoni Rippon, 1905 Birmania.
- G. g. persaturatus Hartert, 1918 Norte de la India.
- G. g. pekingensis Reichenow, 1905 - Norte de China y suroeste de Manchuria.
- G. g. interstinctus Hartert, 1918 - Este de los Himalayas y sureste de Tíbet.
- G. g. taivanus Gould, 1863 - Taiwán.

## Descripción

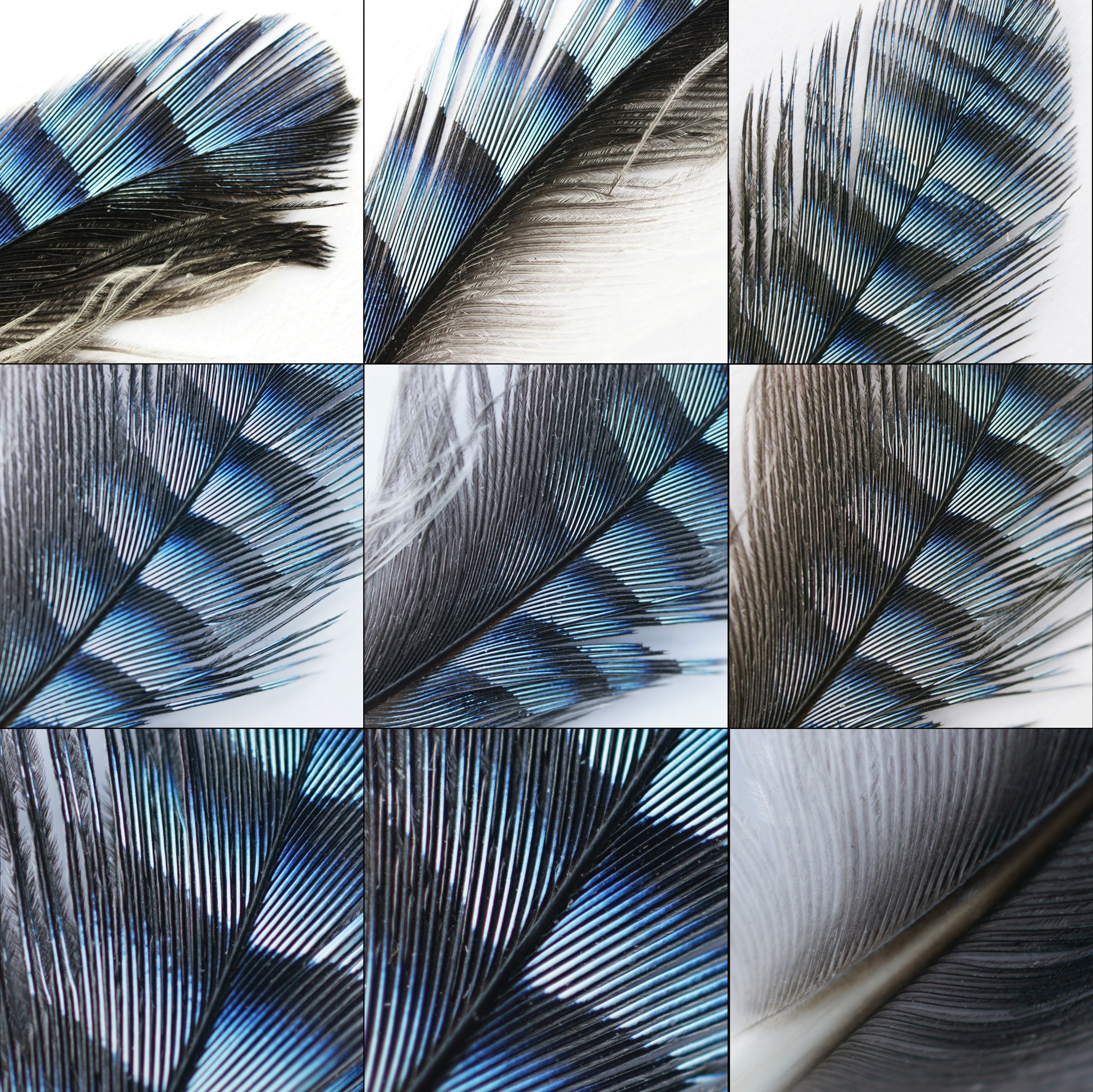
Pluma característica

Es un ave de tamaño medio: longitud de 32 a 35 cm y envergadura alar de 54 a 58 cm. Es inconfundible, tiene un plumaje muy llamativo, anaranjado con un panel azul claro en el pliegue alar, en las plumas terciarias. Posee además un obispillo blanco muy llamativo, que es el detalle básico para identificarla en vuelo.
No presenta dimorfismo sexual.

## Distribución geográfica y hábitat
Tiene un área de distribución extensa, habitando por prácticamente toda Europa y Asia, con excepción de las zonas más septentrionales, como el norte de Escandinavia y Rusia. Tampoco aparece en las estepas y desiertos de Asia central, ni en los de Oriente Medio.
Es un córvido principalmente forestal, que habita tanto en bosques de coníferas como en bosques de caducifolias, aunque prefiere estas últimas por la cantidad de alimento. Anida en los árboles.

## Comportamiento

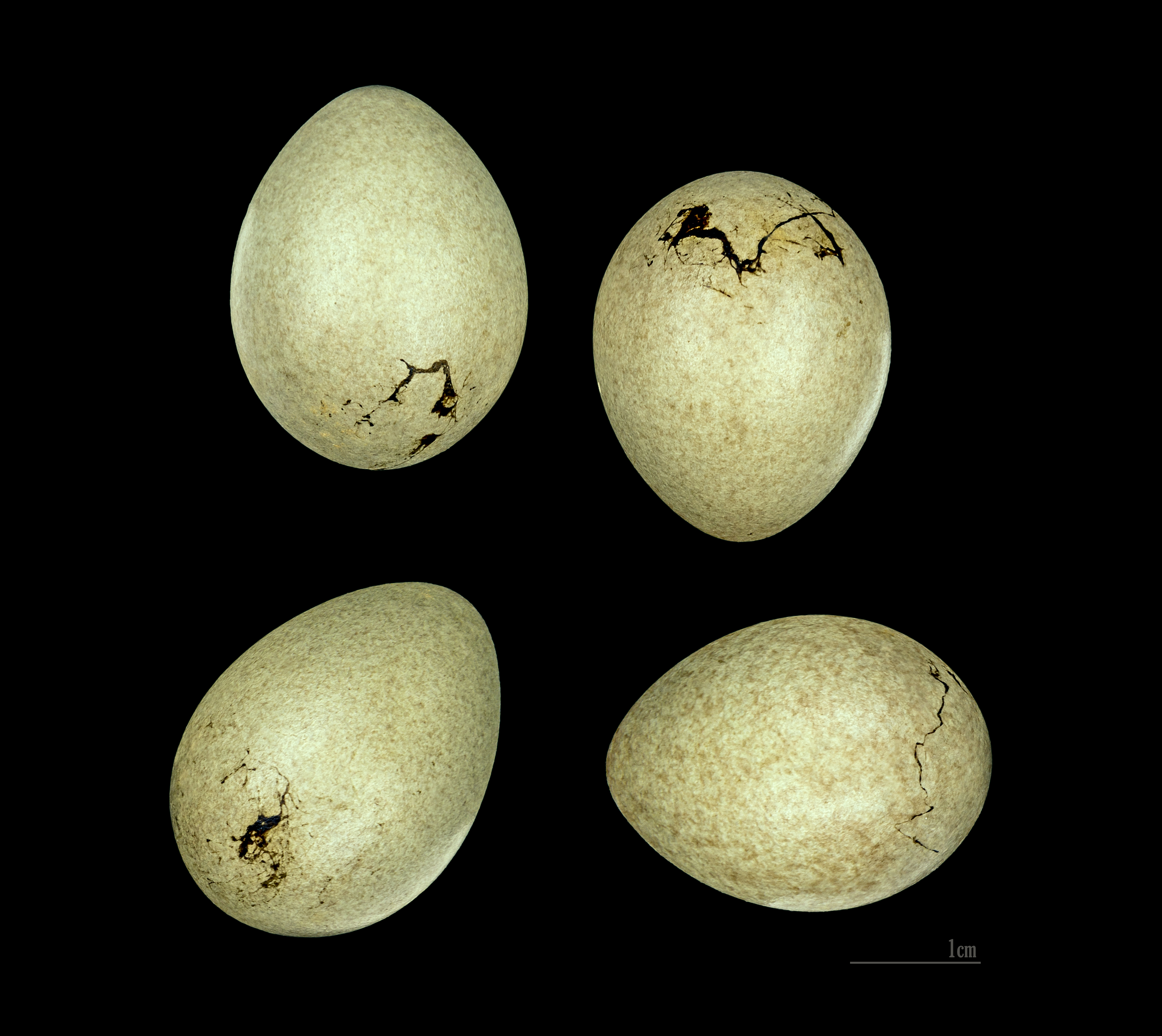
Huevos de G. glandarius rufitergum

Es un ave muy ruidosa, con un reclamo muy característico; aunque tímida, es bastante fácil de ver. Como el resto de córvidos es omnívoro, siendo uno de sus principales alimentos las bellotas, las cuales esconde y almacena enterrándolas durante el otoño para su consumo en invierno.
No es un córvido muy sociable, normalmente se mueve en pequeños grupos familiares, aunque se agrupa más en primavera. Es un ave muy abundante, sin problemas generales de población y que de hecho en los últimos tiempos la ha aumentado mucho, como el resto de los córvidos.
La hembra pone entre tres y seis huevos de color verdoso, entre abril y junio.